# Conepatus chinga
Espèce
Répartition géographique
Statut de conservation UICN

 LC  : Préoccupation mineure
Conepatus chinga est une espèce de mouffettes.

## Répartition géographique
On la rencontre au Pérou, au Chili, au nord-est et nord-ouest de l'Argentine, en Uruguay, en Bolivie, ainsi qu'au sud du Brésil.